# Astragalus oreades
Astragalus oreades är en ärtväxtart som beskrevs av Carl Anton von Meyer. Astragalus oreades ingår i släktet vedlar, och familjen ärtväxter. Inga underarter finns listade i Catalogue of Life.